# Vlaamse Cultuurprijs voor Podiumkunsten
De Vlaamse Cultuurprijs voor Podiumkunsten is een van de Vlaamse Cultuurprijzen die door de Vlaamse overheid wordt toegekend. De prijs werd ingesteld in 2003. De organisatie en communicatie wordt verzorgd door CultuurNet Vlaanderen, een vzw die door de overheid wordt gesubsidieerd. Met de prijs is sinds 2004 een bedrag van 12.500 euro verbonden. Sinds 2014 wordt ook een aparte prijs voor circus uitgereikt. 
Vanaf 2017 worden de Vlaamse Cultuurprijzen Ultima's genoemd.

## Laureaten en genomineerden
- 2003: Eric De Volder; andere genomineerden: Guy Cassiers en Marianne Van Kerkhoven
- 2004: Marianne Van Kerkhoven; andere genomineerden: Onder de Torens en Pieter De Buysser
- 2005: Tone Brulin; andere genomineerden: Grace Ellen Barkey en Benjamin Verdonck
- 2006: Viviane De Muynck; andere genomineerden: Muziektheater Transparant en Kris Cuppens
- 2007: Abattoir Fermé; andere genomineerden: Jan Bijvoet en Meg Stuart
- 2008: Meg Stuart; andere genomineerden: Benjamin Verdonck en Kris Verdonck
- 2009: Benjamin Verdonck; andere genomineerden: CREW en LOD
- 2010: Braakland/ZheBilding[2]
- 2011: Sidi Larbi Cherkaoui
- 2012: rekto:verso[3]
- 2013: Theater Aan Zee[4]
- 2014: RITCS Opleiding Drama
- 2015: Berlin[5]
- 2016: fABULEUS
- 2017: Moussem[6]